# كلود دروين
كلود دروين هو سياسي كندي، ولد في 26 مايو 1956 في شوديير أبالاش في كندا. نشط حزبياً في الحزب الليبرالي الكندي. وقد انتخب عضو مجلس العموم الكندي عن دائرة Beauce (electoral district) ‏ وقد انضم خلال فترته النيابية ‏ للكتلة البرلمانية الحزب الليبرالي الكندي وانتخب عضو مجلس العموم الكندي عن دائرة Beauce (electoral district) ‏ وقد انضم خلال فترته النيابية ‏ للكتلة البرلمانية الحزب الليبرالي الكندي وانتخب عضو مجلس العموم الكندي عن دائرة Beauce (electoral district) ‏ وقد انضم خلال فترته النيابية ‏ للكتلة البرلمانية الحزب الليبرالي الكندي.